# شواس
شَوَاس (الاسم العلمي: Pavetta)، جنس نباتات مُزهرة من فصيلة الفوية. تضم حوالي 350 نوعًا من الأشجار والشجيرات دائمة الخضرة والشجيرات القزمة. توجد في الأراضي الحرجية والأراضي العشبية والغابات في أفريقيا المدارية وشبه الاستوائية وآسيا.

## معرض صور

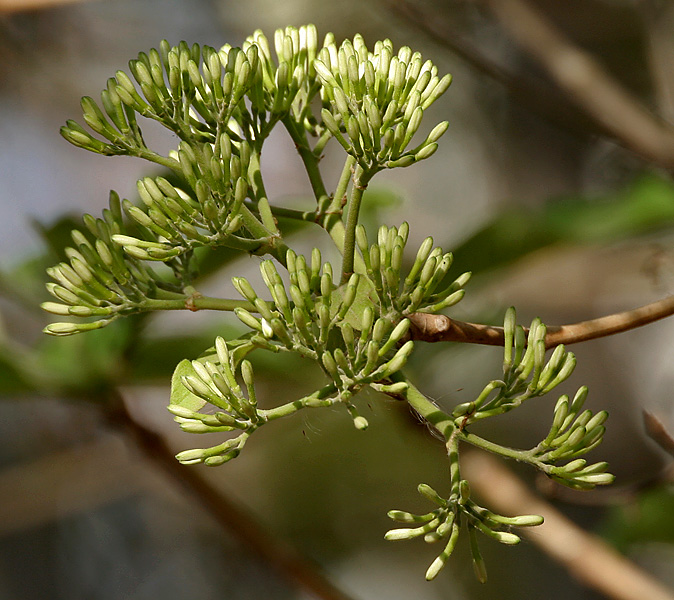
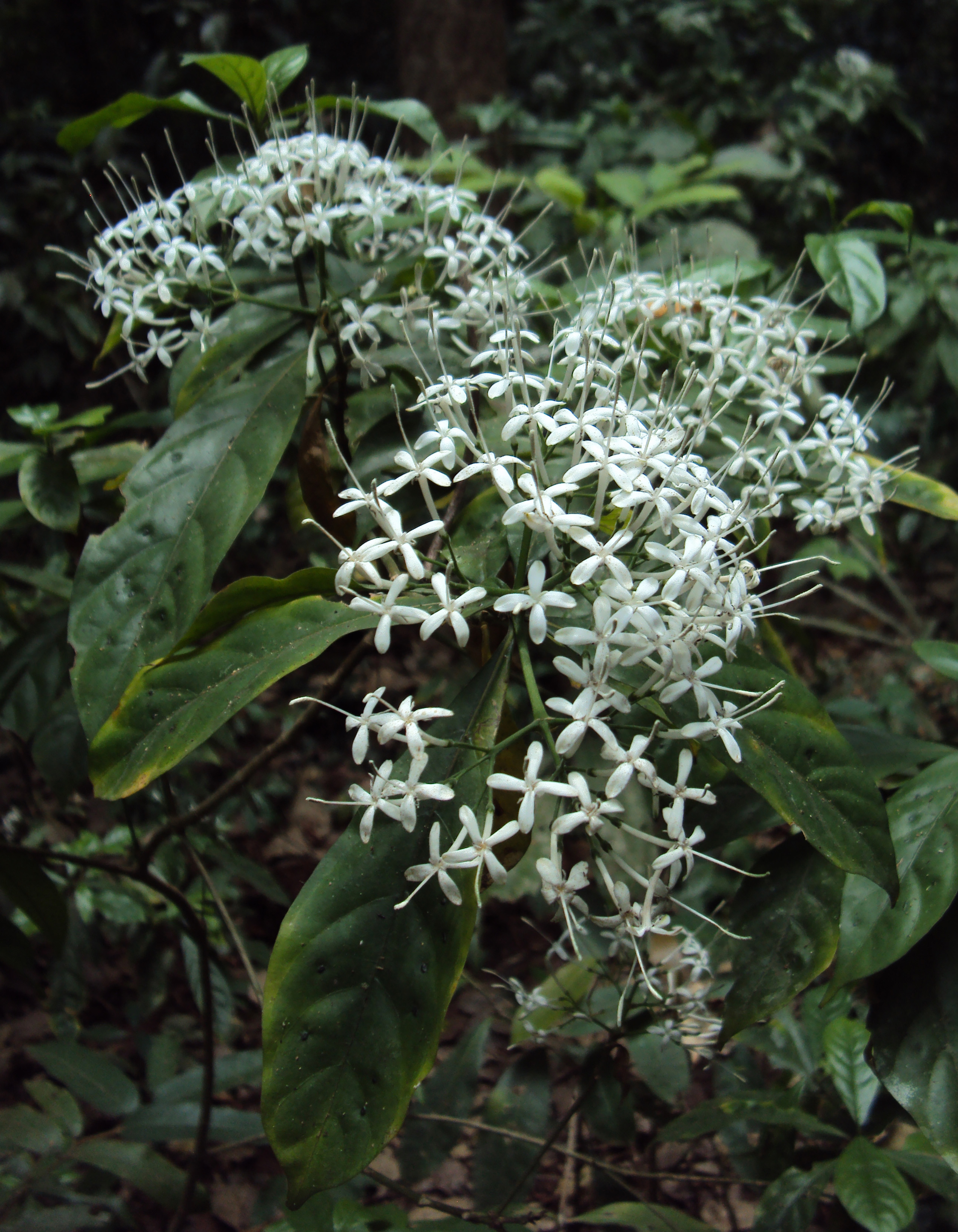
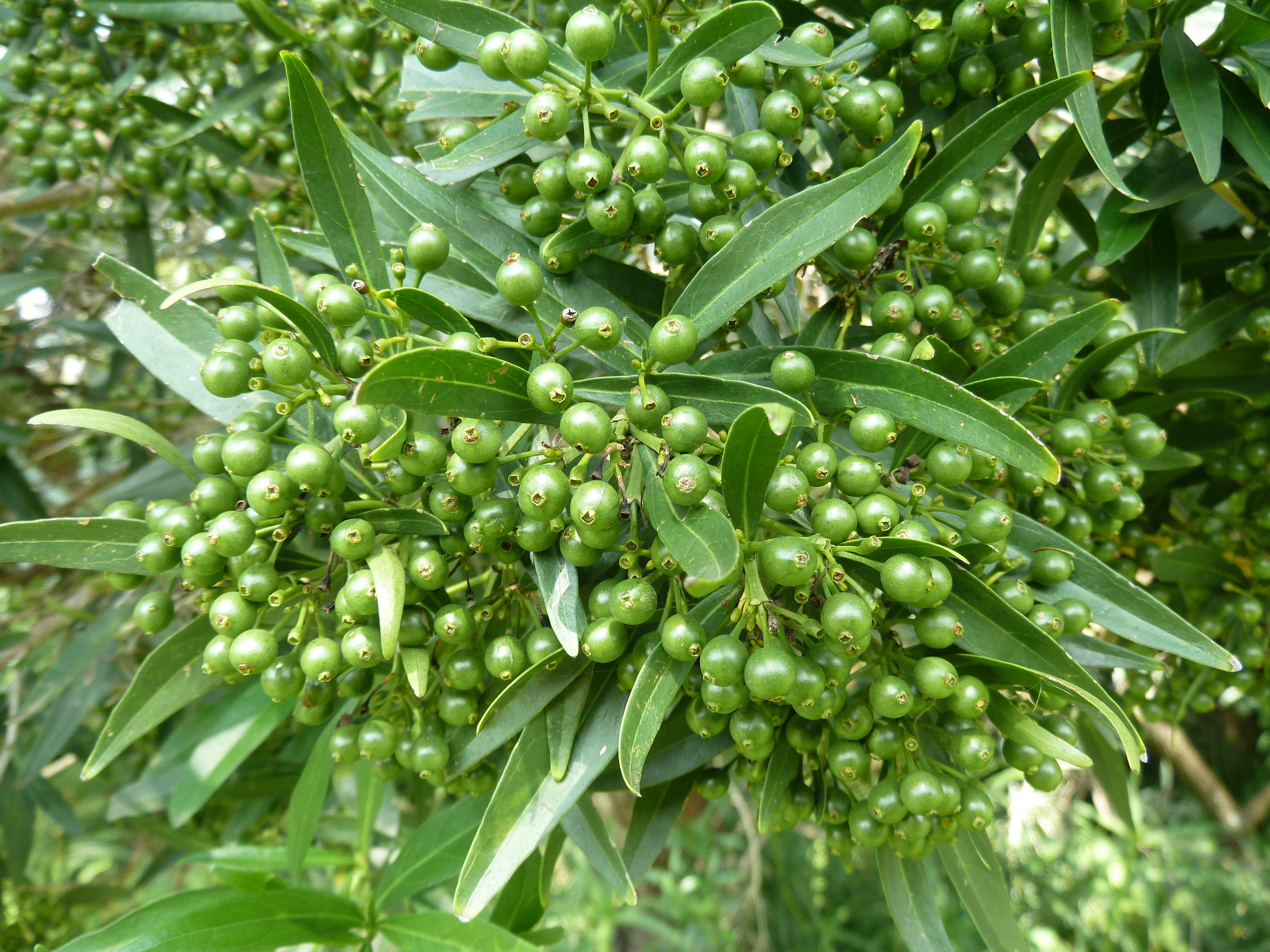
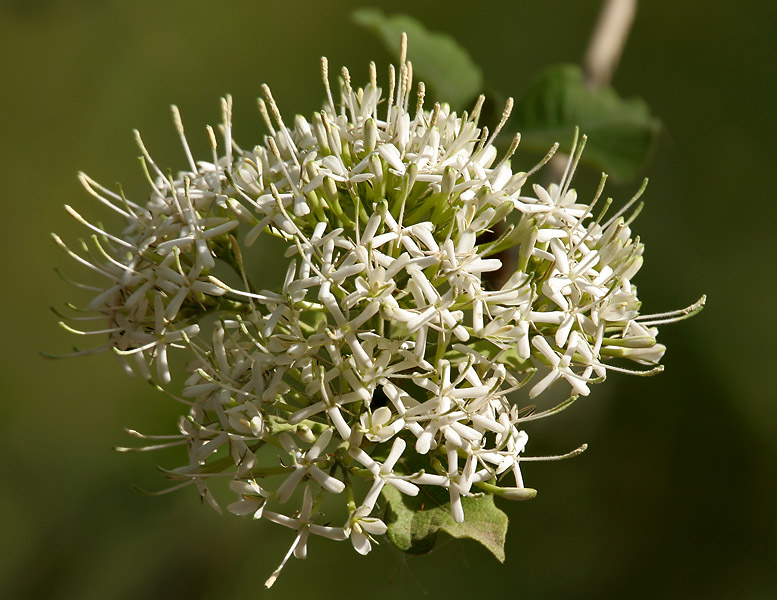
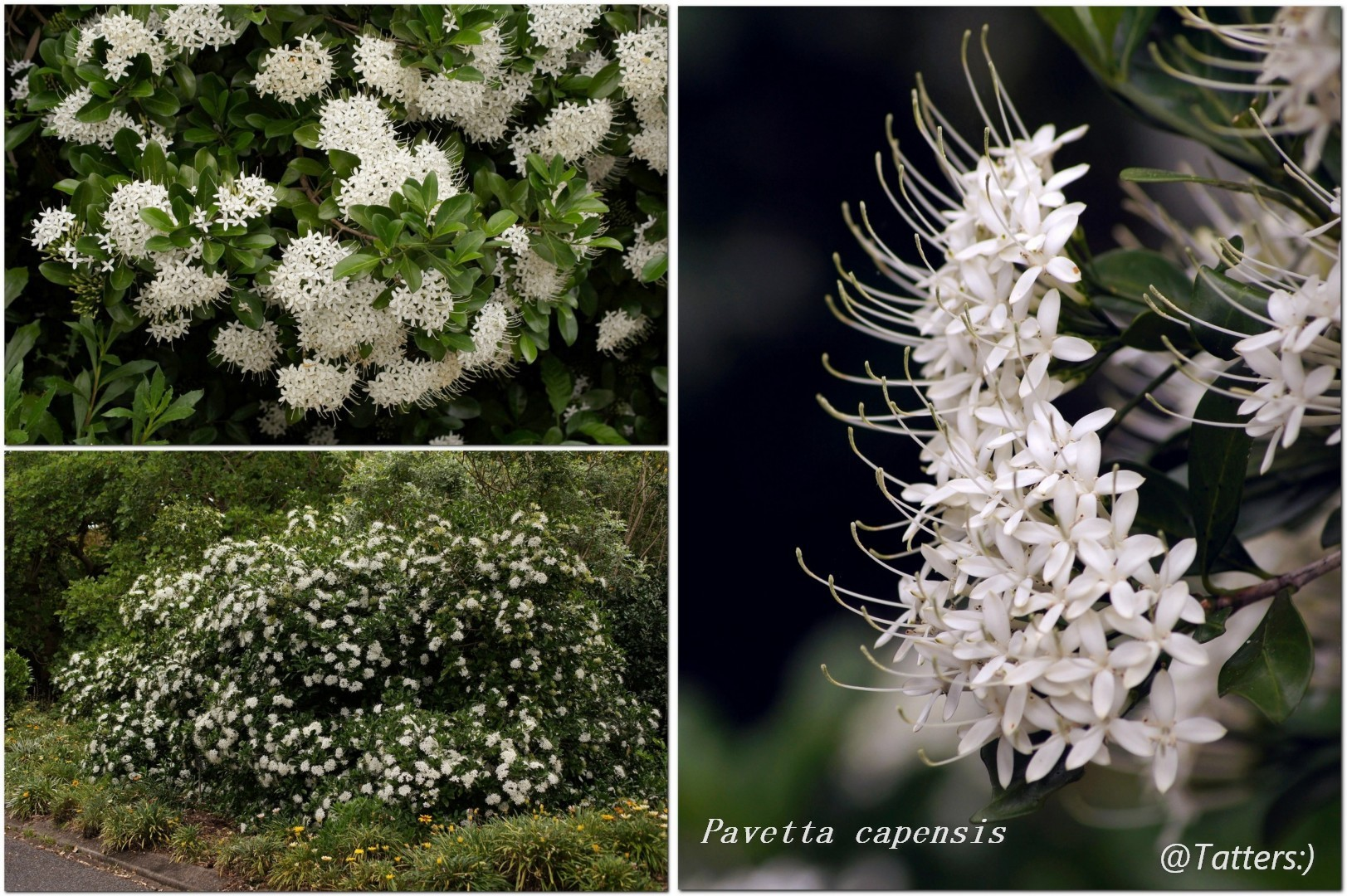